# Konzultativni savjet Kraljevine Saudijske Arabije
Konzultativni savjet (arap. مجلس الشورى السعودي) je zakonodavno-savjetodavni organ Kraljevine Saudijske Arabije. Sjedište mu je u Rijadu, glavnom gradu Saudijske Arabije.

## Sastav
Konzultativni savjet sastoji se odpredsjednika i 150 članova, među kojima je šest žena. Sve članove postavlja i razrješava kralj Saudijske Arabije.
U sastavu Konzultativnog savjeta nalaze se sljedeći odbori:
- za pitanja islama, sudstva i ljudskih prava
- za društvene poslove, obitelj i mlade
- za gospodarstvo i energetiku
- za sigurnost
- za prosvjetu i znanost
- za kulturu i informacije
- za vanjsku politiku
- za zdravlje i zaštitu okoline
- za financije
- za poslove uprave, kadrove i peticije
- za infrastrukturu
- za promet, veze i informacijske tehnologije.

Nakon što je sastav Konzultativnog savjeta proširen u razdoblju od 1997. do 2001., Savjet je postao član Međunarodne parlamentarne unije na kraju 2003. godine.